# Kanton La Vallée de l'Arros et des Baïses
La Vallée de l'Arros et des Baïses  is een kanton van het Franse departement Hautes-Pyrénées. Het kanton maakt deel uit van de arrondissementen Bagnères-de-Bigorre (43) en Tarbes (27)

In 2019 telde het 12.175 inwoners.

Het kanton werd gevormd ingevolge het decreet van 25 februari 2014 met uitwerking op 22 maart 2015, met Tournay als hoofdplaats.

## Gemeenten
Het kanton omvatte bij zijn vorming 71 gemeenten.
Op 1 januari 2017 werden de gemeenten Benqué en Molère samengevoegd tot de fusiegemeente (commune nouvelle) Benqué-Molère.
Sindsdien omvat het kanton volgende gemeenten :
- Argelès-Bagnères
- Arrodets
- Artiguemy
- Asque
- Banios
- Barbazan-Dessus
- Batsère
- Bégole
- Benqué-Molère
- Bernadets-Dessus
- Bettes
- Bonnemazon
- Bonrepos
- Bordes
- Bourg-de-Bigorre
- Bulan
- Burg
- Caharet
- Calavanté
- Castelbajac
- Castéra-Lanusse
- Castillon
- Chelle-Spou
- Cieutat
- Clarac
- Esconnets
- Escots
- Espèche
- Espieilh
- Fréchendets
- Fréchou-Fréchet
- Galan
- Galez
- Goudon
- Gourgue
- Hauban
- Hitte
- Houeydets
- Lanespède
- Lespouey
- Lhez
- Libaros
- Lies
- Lomné
- Luc
- Lutilhous
- Marsas
- Mascaras
- Mauvezin
- Mérilheu
- Montastruc
- Moulédous
- Oléac-Dessus
- Orieux
- Orignac
- Oueilloux
- Ozon
- Péré
- Peyraube
- Poumarous
- Recurt
- Ricaud
- Sabarros
- Sarlabous
- Sentous
- Sinzos
- Tilhouse
- Tournay
- Tournous-Devant
- Uzer